# Crkva sv. Ane u Podhumu
Crkva sv. Ane je prema nekim izvorima bila katolička crkva u mostarskom naselju Podhum.

## Povijest
Fra Petar Bakula je u Šematizmu iz 1867. spomenuo „predanje” o postojanju te crkve. Tako na 99. stranici navodi: 
 Međutim, osim „mišljenja”,  nisu ponuđene nikakve pojedinosti iz kojih bi se moglo zaključiti o kakvoj građevini je riječ. 
Osim novinskih članaka koji se pozivaju na fra Bakulin Šematizam, nema drugih izvora koji bi potkrijepili stvarno postojanje te crkve.